# Januario Espinoza del Campo
Januario Espinoza del Campo (Palmilla, Linares, 11 de marzo de 1879 - San Bernardo, 1946) fue un escritor y periodista chileno.
Paralelamente a su empleo en la oficina de Correos y Telégrafos, participó en el periodismo a través de diversos medios, entre los que se cuentan: El Mercurio, El Diario Ilustrado, Las Últimas Noticias y la revista Corre Vuela, donde se desempeñó como director. Sus artículos publicados en estos medios tenían un carácter satírico. Por otro lado, escribió algunas novelas como Cecilia, La vida humilde, Las inquietudes de Ana María, La señorita Cortés Monroy, La ciudad encantada y Un viaje con el diablo.
Sus novelas reflejan un estilo costumbrista y basado en vivencias personales.
En la comuna de Linares, se encuentra la «Escuela Januario Espinoza de Palmilla», nombrada en su honor.

## Obras
Novelas:
- Cecilia (1907)
- La vida humilde (1914)
- Las inquietudes de Ana María (1916)
- La señorita Cortés Monroy (1928)
- Un viaje con el diablo (1930)
- Pillán (1934)
- La ciudad encantada (1934)

Ensayos
- Cómo se hace una novela y la carrera literaria (1941)
- Don Manuel Montt (1944)
- Figuras de la política chilena (1945)
- El abate Molina (1946)